# موسيقى كثيب (فلم 2021)

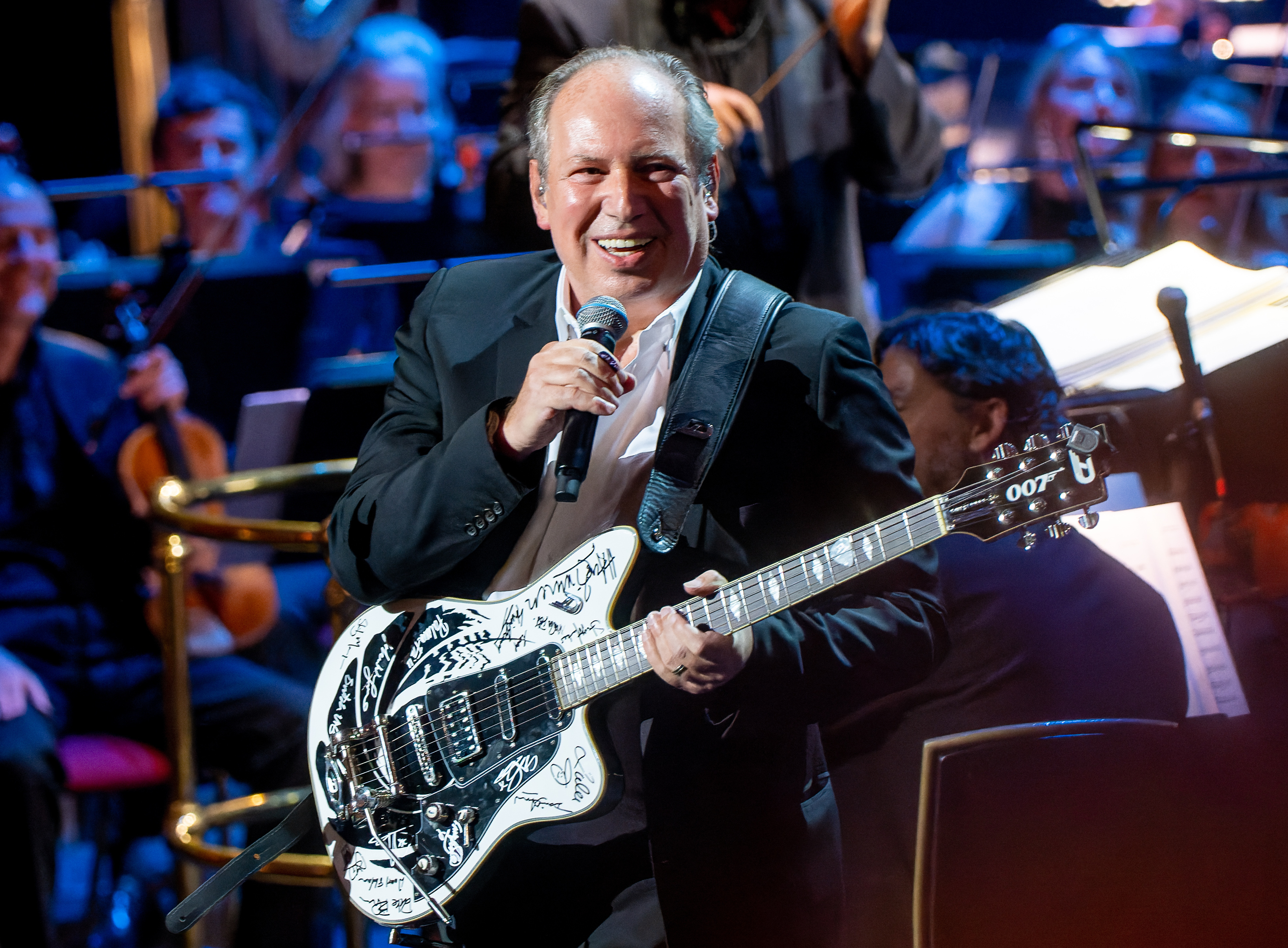
قام هانز زيمر بتأليف الموسيقى لفيلم كثيب.

تم تأليف موسيقى الفيلم الأمريكي كثيب لعام 2021 وإدارتها وإنتاجها بواسطة هانز زيمر. كتب زيمر العديد من الموسيقى التصويرية للفيلم، بما في ذلك تكملة الفيلم، واستخدم بشكل كبير الجوقة—أصوات نسائية على وجه التحديد—والإيقاع والأوتار في آلات الموسيقى التصويرية، بالإضافة إلى الآلات الصوتية والنفخية. تم تصنيع آلات هجينة جديدة لتصور أصوات الصحراء النغمية «الخارقة للطبيعة» التي سمعت في الفيلم. وُصفت الموسيقى بأنها الأكثر «غير تقليدية» وتجريبية للملحن حتى الآن. بالإضافة إلى ذلك، حصلت موسيقى الفيلم على جائزة الأوسكار الثانية لزيمر لأفضل موسيقى تصويرية. عندما تم الإعلان عن إصدار كثيب: الجزء الثاني في دور العرض عام 2023، تم الكشف عن أن زيمر قد بدأ العمل على موسيقى الفيلم وكان لديه أكثر من ساعة من الموسيقى لمساعدة صناع الفيلم في التخطيط للفيلم.